# Didemnum moseleyi
Didemnum moseleyi är en sjöpungsart som först beskrevs av William Abbott Herdman 1886.  Didemnum moseleyi ingår i släktet Didemnum och familjen Didemnidae. Inga underarter finns listade i Catalogue of Life.